# Godfried van Sint-Omaars
Godfried van Sint-Omaars  was een Vlaamse ridder uit Sint-Omaars die samen met onder anderen Hugues de Payns in 1118 de Orde van de Tempeliers oprichtte. Over zijn afkomst bestaan veel onzekerheden.

## De Tempeliers
De Tempeliers beschermden de pelgrims die de heilige plaatsen in Jeruzalem bezochten. Zij waren ook de bankiers van de kruisvaarders. Ze organiseerden zich in commanderijen. In 1127 schonk Godfried van Sint-Omaars de Opstal te Ieper en stichtte zo de eerste Vlaamse en tevens Westerse commanderij. Ook in Gent waren ze actief. In 1200 trad burggraaf Zeger II toe tot de orde. Hij schonk een huis met grond aan de Briel dat later een tempelhuis met kerk werd.

## Legende
Volgens de legende waren Godfried van Sint-Omaars en Hugo van Payns (de eerste grootmeester van de Tempeliers) zo arm, dat ze samen een paard deelden. Dit leidde tot de beroemde afbeelding op het zegel van de Tempeliers van twee mannen die samen één paard berijden.